# Revitalização linguística
A revitalização linguística, também conhecida como revivificação linguística ou inversão de substituição linguística, é uma tentativa de deter ou reverter o declínio duma língua ou de reviver uma extinta. Os envolvidos nisto podem incluir partes como linguistas, grupos culturais ou comunitários ou governos. Alguns defendem uma distinção entre o reavivamento linguístico (a ressurreição duma língua morta sem falantes nativos existentes) e a revitalização linguística (o resgate duma linguagem "moribunda"). Tem sido apontado que houve apenas um exemplo bem-sucedido dum renascimento completo dum idioma, o da língua hebraica, criando uma nova geração de falantes nativos sem nenhum falante nativo preexistente como modelo.
Os idiomas destinados à revitalização incluem aqueles cujo uso e proeminência estão severamente limitados. Às vezes, várias táticas de revitalização da língua podem ser usadas até mesmo para tentar ressuscitar línguas extintas. Embora os objetivos da revitalização da linguagem variem muito de caso para caso, eles geralmente envolvem a tentativa de expandir o número de falantes e o uso duma língua, ou tentar manter o nível atual de uso para proteger a língua da extinção ou da morte.
Razões para a revitalização variam. Apenas nos últimos tempos, estima-se que mais de 2000 línguas já tenham sido extintas. A ONU estima que mais da metade dos idiomas falados hoje tem menos de 10.000 falantes e que um quarto tem menos de 1.000 falantes e que, a menos que haja alguns esforços para os manter, nos próximos cem anos a maioria deles será extinta. Esses números são frequentemente citados como razões pelas quais a revitalização da linguagem é necessária para preservar a diversidade linguística. A cultura e a identidade também são frequentemente citadas como razões para a revitalização linguística, quando uma língua é percebida como um "tesouro cultural" único. Frequentemente, uma comunidade vê a língua como uma parte única da sua cultura, conetando-a com seus antepassados ou com a terra, compondo uma parte essencial da sua história e autoimagem.
A revitalização linguística também está intimamente ligada ao campo linguístico da documentação do idioma. Nesse campo, os linguistas tentam criar registros completos da gramática, do vocabulário e dos recursos linguísticos dum idioma. Esta prática pode muitas vezes levar a uma maior preocupação pela revitalização duma língua específica no estudo. Além disso, a tarefa de documentação é muitas vezes pensada com o objetivo da revitalização.

## Os cinco graus de comprometimento linguístico
Saudável/forte
Todas as gerações usam a língua numa variedade de situações.

### Enfraquecida/doente
Falada pelas pessoas mais velhas; não utilizada  totalmente por gerações mais novas.
Moribunda/morrendo
Apenas alguns falantes (não crianças) permanecem; já não é usada como língua nativa por crianças.
Morte
Não é falada como uma língua nativa por ninguém, mas pode ter outros usos (ex: cerimónias religiosas).
Extinta
Já não é falada ou potencialmente falada.

## Teoria
Um dos passos preliminares mais importantes na revitalização / recuperação da língua envolve estabelecer até que grau uma determinada língua foi "deslocada". Isso ajuda as partes envolvidas a encontrar a melhor maneira de ajudar ou reativar o idioma.

### Passos para reverter a substituição linguística
Existem muitas teorias ou modelos diferentes que tentam traçar um plano para a revitalização linguística. Uma delas é fornecida pelo célebre linguista Joshua Fishman. O modelo de Fishman para reviver línguas ameaçadas (ou adormecidas), ou para as tornar sustentáveis, consiste em um processo de oito etapas. Os esforços devem ser concentrados nas etapas iniciais de restauração até que sejam consolidados antes de passarem para as etapas posteriores. As oito etapas são:
1. Aquisição da língua por adultos, que agem como aprendizes da língua (recomendado quando a maioria dos restantes falantes da língua são idosos e estão socialmente isolados doutros falantes da língua).
2. Criar uma  população  socialmente integrada de falantes ativos (ou usuários) da língua (nesta fase concentrar-se principalmente na língua falada, mais do que na língua escrita é normalmente melhor).
3. Em localidades onde há um número razoável de pessoas habitualmente usando a língua, incentivar o uso informal da mesma entre as pessoas de todos os grupos de idade e no seio das famílias e estimular o seu uso diário, através do estabelecimento de instituições de vizinhança local, em que a língua seja incentivada, protegida e (em determinados contextos, pelo menos) usada exclusivamente.
4. Em áreas onde a competência oral na língua foi alcançada em todos os grupos de idade, incentivar a alfabetização na língua, mas duma forma que não dependa da assistência (ou boa fé) do sistema de educação do estado.
5. Onde o estado o permitir, e onde os números o justificarem, encorajar o uso do idioma na educação estatal compulsória.
6. Onde as etapas anteriores foram alcançadas e consolidadas, incentivar o uso da linguagem no local de trabalho (âmbito de trabalhos mais baixos).
7. Onde as etapas anteriores foram alcançadas e consolidadas, incentivar o uso da língua nos locais de serviços do governo e da mídia de massa.
8. Onde as etapas anteriores foram alcançadas e consolidadas, incentivar o uso da língua no ensino superior, governo, etc.

Este modelo de reavivamento linguístico destina-se a direcionar os esforços para onde eles são mais eficazes e evitar o desperdício de energia tentando alcançar as etapas finais de recuperação quando as etapas iniciais não foram alcançadas. Por exemplo, provavelmente não vale a pena impulsionar o uso dum idioma na televisão ou nos serviços do governo se dificilmente qualquer família tem o hábito de usar o idioma.
Além disso, Tasaku Tsunoda descreve uma série de diferentes técnicas ou métodos que os falantes podem usar para tentar revitalizar uma língua, incluindo técnicas para reviver línguas extintas e manter as mais fracas. As técnicas que ele lista são frequentemente limitadas à vitalidade atual da língua.
Ele afirma que o método de imersão não pode ser usado para revitalizar uma linguagem extinta ou moribunda. Em contraste, o método de aprendiz - mestre em transmissão individual para a proficiência linguística pode ser usado com idiomas moribundos. Vários outros métodos de revitalização, incluindo aqueles que dependem da tecnologia, como gravações ou mídia, podem ser usados para idiomas em qualquer estado de viabilidade.
| Método                | Nível de perigo | Nível de perigo | Nível de perigo |
|                       | Declínio        | Moribunda       | Morta~Extinta   |
| --------------------- | --------------- | --------------- | --------------- |
| Imersão               | ×               |                 |                 |
| vizinhança            | ×               |                 |                 |
| Bilinguismo           | ×               |                 |                 |
| Mestre-Aprendiz       | ×               | ×               |                 |
| Resposta física total | ×               | ×               |                 |
| Telefone              | ×               | ×               |                 |
| Radio                 | ×               | ×               | ×               |
| Multimedia            | ×               | ×               | ×               |
| Recíproco             | ×               | ×               | ×               |
| Formulações           | ×               | ×               | ×               |
| Pigdin artificial     | ×               | ×               | ×               |
| Toponimia             | ×               | ×               | ×               |
| Recuperação           | ×               | ×               | ×               |
| Adopção               | ×               | ×               | ×               |

### Factores de sucesso na revitalização linguístico
David Crystal, no seu livro Language Death, propõe que a revitalização linguística é mais provável de ser bem sucedida se os seus falantes
- aumentarem o prestígio da língua dentro da comunidade dominante;
- aumentarem a sua riqueza e renda;
- aumentarem o seu poder legítimo aos olhos da comunidade dominante;
- tiverem uma forte presença no sistema educacional;
- puderem escrever a língua;
- puderem usar tecnologia eletrônica;

### Restabelecimento linguístico
Ghil'ad Zuckermann propõe "Restabelecimento linguístico" como uma nova disciplina e paradigma linguístico.

O termo de Zuckermann 'Restabelecimento linguístico' é modelado com base em 'Contato linguístico'. A linguística do restabelecimento inter alia explora as restrições e mecanismos universais envolvidos na recuperação, renovação e revitalização da lingua. Ele extrai introspeções comparativas perspicazes duma tentativa de avivamento até outra, agindo assim como uma ponte epistemológica entre discursos paralelos em várias tentativas locais de reviver línguas em todo o mundo.
De acordo com Zuckermann, "o restabelecimiento linguístico combina estudos científicos de aquisição de língua nativa e aprendizagem de línguas estrangeiras. Afinal, a recuperação de linguagem é o caso mais extremo de aprendizagem de segunda língua. O Restabelecimiento complementa a área estabelecida da linguística documental, que registra línguas ameaçadas antes delas ficarem dormentes".
Zuckermann propõe que "a linguística do restabelecimento muda o campo da linguística histórica, enfraquecendo, por exemplo, o modelo da árvore genealógica, o que implica que uma língua tem apenas um  pai".
Há discordâncias no campo da revitalização da língua quanto ao grau em que o renascimento deve se concentrar em manter a linguagem tradicional, contra permitir a simplificação ou o empréstimo generalizado da língua majoritária.

#### Compromiso
Zuckermann reconhece a presença de "peculiaridades e idiossincrasias locais", mas sugere que
"Existem restrições linguísticas aplicáveis a todas as tentativas de avivamento. Dominá-las ajudaria os reavivalistas e os líderes das primeiras nações a trabalhar mais eficientemente. Por exemplo, é mais fácil ressuscitar vocabulário básico e conjugações verbais do que sons e ordem de palavras. Revivalistas devem ser realistas e abandonar slogans desanimadores e contraproducentes como "dê-nos autenticidade ou dê-nos a morte!"

Nancy Dorian apontou que as atitudes conservadoras em relação a empréstimos e mudanças gramaticais muitas vezes dificultam os esforços para revitalizar línguas ameaçadas (como com Tiwi na Austrália), e que uma divisão pode existir entre revitalizadores educados, interessados em historicidade e falantes restantes interessados em idioma localmente autêntico (como às vezes ocorreu com o irlandês). Alguns argumentaram que o compromisso estrutural pode, de fato, aumentar as perspectivas de sobrevivência, como pode ter sido o caso com o inglês no período pós-normando.

#### Tradicionalismo
Outros linguistas argumentaram que, quando a revitalização da linguagem toma emprestada a linguagem majoritária, o resultado é uma nova linguagem, talvez um crioulo ou pidgin. Por exemplo, a existência do "neo-havaiano" como uma língua separada do "havaiano tradicional" foi proposta, devido à forte influência do inglês em todos os aspectos da língua havaiana revivida. Isso também foi proposto para o irlandês, com uma divisão acentuada entre o "irlandês urbano" falado pelos falantes de segunda língua e o irlandês tradicional como falado como primeira língua nas áreas de Gaeltacht. Ó Béarra afirmou: "... [seguir] a sintaxe e as convenções idiomáticas do inglês, [estaria] produzindo o que equivale a pouco mais que o inglês na língua irlandesa". Com relação à então moribunda língua Manx, o estudioso T. F. O'Rahilly declarou: "Quando uma língua se entrega ao idioma estrangeiro, e quando todos os seus falantes se tornam bilíngues, a penalidade é a morte". Neil McRae declarou que os usos do gaélico escocês estão se tornando cada vez mais tokenísticos, e o idioma nativo gaélico está sendo perdido em favor de termos artificiais criados por falantes como segunda língua..

## Exemplos específicos
O renascimento total de uma língua morta (no sentido de não ter falantes nativos) numa comunidade auto-sustentável de vários milhões de falantes como primeira língua aconteceu apenas uma vez, no caso da língua hebraica, agora a língua nacional de Israel. Neste caso, houve um conjunto único de características históricas e culturais que facilitaram o reavivamento (ver Renascimento do idioma hebraico).
Num desenvolvimento relacionado, as línguas literárias sem falantes nativos desfrutavam de grande prestígio e utilidade prática como línguas francas, contando frequentemente milhões de falantes fluentes contemporâneamente. Em muitos desses casos, um declínio no uso da linguagem literária, às vezes precipitado, foi posteriormente acompanhado por uma forte renovação. Isso aconteceu, por exemplo, no renascimento do latim clássico na Renascença e no renascimento do sânscrito nos primeiros séculos dC Um fenômeno análogo nas áreas contemporâneas de língua árabe é o uso expandido da linguagem literária (Árabe moderno padrão, uma forma do árabe clássico do século VI dC). Isso é ensinado a todos os falantes instruídos e é usado em transmissões de rádio, discussões formais, etc.
Além disso, as línguas literárias às vezes subiram ao nível de se tornarem as primeiras línguas de comunidades linguísticas muito grandes. Um exemplo é o italiano padrão, que se originou como uma linguagem literária derivada da linguagem da Florença do século XIII, especialmente quando usada por importantes escritores florentinos como Dante, Petrarca e Boccaccio. Essa linguagem existiu por vários séculos principalmente como veículo literário, com poucos falantes nativos; mesmo em 1861, às vésperas da unificação italiana, a língua contava apenas com 500.000 falantes, muitos não-nativos, duma população total de c. 22.000.000. O sucesso subsequente da língua foi através do desenvolvimento consciente, onde os falantes de qualquer uma das numerosas línguas italianas aprenderam o italiano padrão como segunda língua e, posteriormente, transmitiram-no aos seus filhos, que o aprenderam como primeira língua. É claro que isso veio à custa das línguas italianas locais, a maioria das quais agora está ameaçada. O sucesso foi apreciado em circunstâncias similares pelo alto-alemão, tcheco padrão, espanhol castelhano e outros idiomas.

### Ásia
A língua ainu do povo indígena Ainu do norte do Japão está atualmente moribunda, mas esforços estão em andamento para a reviver. Uma pesquisa de 2006 do Hokkaido ainu indicou que apenas 4,6% dos ainu entrevistados foram capazes de conversar ou "falar um pouco" ainu.Em 2001, o ainu não foi ensinado em nenhuma escola primária ou secundária no Japão, mas foi oferecido em vários centros de idiomas e universidades em Hokkaido, bem como na Universidade de Chiba em Tóquio.
Na China, a língua manchu é uma das línguas mais ameaçadas, com falantes apenas em três pequenas áreas remanescentes da Manchúria. Alguns entusiastas estão tentando reviver a línguados seus antepassados usando dicionários e livros-texto disponíveis, e até visitas ocasionais ao condado autônomo Qapqal Xibe em Xinjiang, onde a língua Xibe relacionada ainda tem falantes nativos.
Nas Filipinas, uma variação do espanhol baseada principalmente no espanhol mexicano foi a língua franca do país desde a colonização espanhola em 1565 e foi uma língua oficial ao lado dofilipino(uma forma padronizada da língua tagalog) e do inglês até 1987 após uma ratificação. duma nova Constituição, onde foi redesignada como uma linguagem voluntária. Como resultado da sua perda como língua oficial e anos de marginalização ao nível oficial durante e após a colonização americana, o uso da língua espanhola entre a população geral diminuiu drasticamente e tornou-se moribunda, com os falantes nativos restantes sendo principalmente idosos. No entanto, está vendo um renascimento lento devido à promoção do governo passado sob a administração da ex-presidente Gloria Macapagal-Arroyo. Mais notavelmente, a Resolução nº 2006-028 restabeleceu o espanhol como disciplina obrigatória em escolas secundárias e universidades. Os resultados foram imediatos, já que a procura de emprego para falantes de espanhol aumentou desde 2008. A partir de 2010, o Instituto Cervantes de Manila relatou o número de hispanofones filipinos com conhecimento nativo ou não nativo em aproximadamente 3 milhões (incluindo aqueles que falam crioulo chavacano). Além dos esforços do governo, o espanhol também viu um pequeno renascimento do interesse pela mídia graças à importação de telenovelas e música da América Latina.
O hebraico, outrora em grande parte uma língua litúrgica, foi restabelecido como meio de comunicação cotidiana pelos judeus migrando para o que hoje é o Estado de Israel e os territórios palestinos, começando no século XIX: é o exemplo mais famoso e bem-sucedido de revitalização da língua. .

### Austrália e Nova Zelândia
A colonização européia da Austrália e o consequente dano sofrido pelas comunidades aborígines tiveram um efeito catastrófico sobre as línguas indígenas no sudeste e no sul do país, deixando-as sem falantes nativos vivos tradicionais. Várias comunidades aborígines em Victoria e noutros lugares estão tentando reviver essas línguas. O trabalho é tipicamente dirigido por um grupo de pessoas idosas e outras pessoas com conhecimento, com os trabalhadores da comunidade fazendo a maior parte da pesquisa e do ensino. Eles analisam os dados, desenvolvem sistemas de ortografia e vocabulário e preparam recursos. As decisões são tomadas em colaboração. Algumas comunidades empregam linguistas e também existem linguistas que trabalham de forma independente.
Um dos melhores casos de relativo sucesso na revitalização da linguagem é o caso de Māori, também conhecido como te reo Maori. É a língua ancestral do povo indígena Maori da Nova Zelândia e um veículo para narrativa em prosa, poesia cantada e recital genealógico. A história do povo Maori é ensinada em te reo Maori em casas de aprendizado sagradas através da transmissão oral. Mesmo depois de te reo Maori se ter tornado uma língua escrita, a tradição oral foi preservada..
Uma vez que a colonização européia começou, muitas leis foram promulgadas para promover o uso do inglês sobre te reo Maori entre os povos indígenas. A Lei de Ordenamento da Educação de 1847 ordenou a instrução escolar em inglês e estabeleceu internatos para acelerar a assimilação dos jovens maori na cultura européia. O Ato de Escola Nativa de 1858 proibiu te reo Māori de ser falado nas escolas. Os mestres coloniais também promoveram o uso do inglês em lares maoris, convencendo muitos pais de que seus filhos não conseguiriam emprego a menos que falassem inglês.
Durante a década de 1970, um grupo de jovens maoris, chamado Nga Tamatoa, fez campanha com sucesso para que os maoris fossem ensinados nas escolas. Além disso, Kohanga Reo, pré-escolas de idioma Maori, chamadas ninhos de línguas, foram estabelecidas. A ênfase estava em ensinar às crianças a linguagem sendo ainda meninos, uma estratégia muito eficaz para a aprendizagem de línguas. A Comissão de Língua Maori foi formada em 1987, levando a uma série de reformas nacionais destinadas a revitalizar te reo Maori. Eles incluem programas de mídia transmitidos em te reo Māori, programas universitários de graduação ministrados em te reo Māori e uma semana anual de língua Maori. Cada iwi, ou tribo, criou um programa de planejamento de idiomas atendendo às suas circunstâncias específicas. Esses esforços resultaram em um aumento constante de crianças ensinadas em te reo Māori nas escolas desde 1996, criando um número significativo de falantes fluentes e tornando Māori proeminente e útil no cotidiano das pessoas. O programa foi tão bem sucedido que programas semelhantes foram baseados nele. Ver a renascença da língua Maori.

### Europa
Na Europa, no século XIX e no início do século XX, o uso de línguas locais e aprendidas diminuiu à medida que os governos centrais dos diferentes estados impunham a sua língua vernacular como padrão durante toda a educação e uso oficial (esse era o caso no Reino Unido, França, Espanha, Itália e Grécia e, em certa medida, na Alemanha e na Áustria-Hungria).
Nas últimas décadas, o nacionalismo local e os movimentos de direitos humanos fizeram um padrão de política mais multicultural nos estados europeus; A condenação aguda das práticas anteriores de supressão de línguas regionais foi expressa no uso de termos como "linguicídio". As campanhas levantaram os perfis das línguas locais de tal forma que, nalgumas regiões europeias, as línguas locais adquiriram o estatuto de línguas oficiais, juntamente com a língua nacional. A acção do Conselho da Europa neste domínio (ver Carta Europeia para as Línguas Regionais ou Minoritárias) contrasta com o facto da União Europeia conceder o estatuto oficial a um número restrito de línguas oficiais (ver Línguas da União Europeia). Atualmente, as tentativas oficiais de revitalizar as línguas ameaçadas, como a promoção do galês, do galego, do basco e do catalão nas suas respectivas regiões nativas, tiveram diversos graus de sucesso.

#### Irlandês
Uma das tentativas europeias mais conhecidas de revitalização da língua diz respeito à língua irlandesa. Enquanto o inglês é dominante na maior parte da Irlanda, o irlandês, uma língua celta, ainda é falado em certas áreas chamadas Gaeltachtaí, mas está em sério declínio. Os desafios enfrentados pela língua nos últimos séculos incluíram a exclusão de domínios importantes, a difamação social, a morte ou a emigração de muitos falantes de irlandês durante a fome irlandesa da década de 1840 e a emigração continuada desde então. Os esforços para revitalizar o irlandês estavam sendo feitos, no entanto, a partir de meados do século XIX, e estavam associados a um desejo de independência política irlandesa. A revitalização contemporânea da língua irlandesa envolveu principalmente o ensino do irlandês como uma língua obrigatória nas principais escolas de língua inglesa. Mas a incapacidade de ensiná-lo de maneira eficaz e cativante significa (como observa o linguista Andrew Carnie) que os alunos não adquirem a fluência necessária para a viabilidade duradoura da língua, e isso leva ao tédio e ao ressentimento. Carnie também observou a falta de mídia em irlandês (2006), embora isso não seja mais o caso.
O declínio do Gaeltachtaí e o fracasso da revitalização dirigida pelo estado foram combatidos por um movimento de reavivamento urbano. Isto é largamente baseado em um sistema escolar independente baseado na comunidade, conhecido geralmente como Gaelscoileanna. Essas escolas ensinam inteiramente através do irlandês e o seu número está crescendo, com mais de trinta dessas escolas somente em Dublin. Elas são um elemento importante na criação duma rede de falantes urbanos irlandeses (conhecidos como Gaeilgeoirí), que tendem a ser jovens, bem-educados e de classe média. Agora é provável que esse grupo tenha adquirido massa crítica, um fato refletido na expansão da mídia em língua irlandesa. A televisão em língua irlandesa desfrutou dum sucesso especial. Tem sido argumentado que eles tendem a ser melhor educados do que monolingues falantes de inglês e desfrutam de status social mais elevado. Eles representam a transição do irlandês para um mundo urbano moderno, com um crescente aumento de prestígio.

#### Gaélico escocês
Há também tentativas atuais de reviver a língua relacionada do gaélico escocês, que foi suprimida após a formação do Reino Unido, e entrou num declínio ainda mais forte devido às liberações das Terras Altas. Atualmente, o gaélico só é falado amplamente nas Ilhas Ocidentais e em algumas áreas das Terras Altas e Ilhas. O declínio do número de falantes de gaélico fluente diminuiu, no entanto, o centro da população mudou para falantes de L2 em áreas urbanas, especialmente em Glasgow.

#### Manx
Outro idioma celta, Manx, perdeu o seu último falante nativo em 1974 e foi declarado extinto pela UNESCO em 2009, mas nunca caiu completamente de uso. A língua é agora ensinada nas escolas primárias e secundárias, incluindo o Bunscoill Ghaelgagh, usado em alguns eventos públicos e falado como segunda língua por aproximadamente 1800 pessoas. Os esforços de revitalização incluem programas de rádio em Manx e mídias sociais e recursos online. O governo Manx também se envolveu no esforço criando organizações como a Manx Heritage Foundation (também conhecida como Culture Vannin) e a posição de Manx Language Officer. O governo lançou uma estratégia oficial da Língua Manx para 2017-2021.

#### Córnico
Houve várias tentativas de reviver a língua da Cornualha, tanto privadamente como algumas sob a Parceria da Língua Córnica. Algumas das atividades incluíram a tradução das escrituras cristãs, uma guilda de bardos e a promoção da literatura córnica em córnico moderno, incluindo romances e poesia.

### América do Norte
Nos últimos anos, um número crescente de tribos nativas americanas vem tentando revitalizar suas línguas. Por exemplo, há um aplicativo Apple iPhone / iPod para a linguagem Halq'emeylem da região da Grande Vancouver no Canadá. Além disso, há aplicativos (incluindo frases, listas de palavras e dicionários) em muitos idiomas nativos, desde Cree, Cherokee e Chickasaw, até Lakota, Ojibway e Oneida, Massachusett, Navajo e Gwych'in.
Wampanoag, uma língua falada pelo povo do mesmo nome em Massachusetts, passou por um projeto de revitalização liderado por Jessie Little Doe Baird. O projeto viu crianças falando fluentemente a língua pela primeira vez em mais de 100 anos. Além disso, há atualmente tentativas de revitalizar a língua Chochenyo da Califórnia, que se extinguera.

### América do Sul
Kichwa é a variedade da língua quíchua falada no Equador e é uma das línguas indígenas mais faladas na América do Sul. Apesar disso, o Kichwa é uma língua ameaçada, principalmente por causa da expansão do espanhol na América do Sul. Uma comunidade de falantes originais do Kichwa, Lagunas, foi uma das primeiras comunidades indígenas a mudar para o idioma espanhol. Segundo King, isso se deveu ao aumento do comércio e dos negócios com a grande cidade de língua espanhola nas proximidades. A gente Lagunas afirma que não era para fins de assimilação cultural, por valorizarem altamente a sua identidade cultural. No entanto, uma vez que esse contato foi feito, a linguagem do povo de Lagunas mudou através das gerações, para Kichwa e o bilinguismo espanhol e agora é essencialmente monolinguismo espanhol. Os sentimentos das pessoas de Lagunas apresentam uma dicotomia com o uso da língua, já que a maioria dos membros de Lagunas fala exclusivamente espanhol e só conhece algumas palavras em Kichwa.
As perspectivas de revitalização da língua Kichwa não são promissoras, pois os pais dependem da escolaridade para esse fim, o que não é tão eficaz quanto a exposição contínua da língua no lar. A educação na comunidade de Lagunas, apesar de ter um foco consciente no ensino de Kichwa, consiste principalmente em interação passiva, leitura e escrita em Kichwa.Além dos esforços de base, as organizações de revitalização da língua nacional, como a CONAIE, concentram a atenção em crianças indígenas que não falam espanhol, que representam uma grande minoria no país. Outra iniciativa nacional, o Projeto de Educação Intercultural Bilingue (PEBI), foi ineficaz na revitalização da língua porque a instrução foi dada em kichwa e o espanhol foi ensinado como segunda língua para crianças que eram quase exclusivamente monolíngues espanhóis. Embora algumas técnicas pareçam ineficazes, Kendall A. King oferece várias sugestões:
1. Exposição e aquisição da língua numa idade jovem.
2. Técnicas de imersão extrema.
3. Múltiplos e diversos esforços para atingir adultos.
4. Flexibilidade e coordenação no planejamento e implementação.
5. Diretamente se dirigindo a diferentes variedades da língua.
6. Planejadores enfatizando que a revitalização linguística é um processo longo.
7. Implicando o maior número de pessoas possível.
8. Pais usando o idioma com os seus filhos.
9. Planejadores e defensores abordando o problema de todos os ângulos.

Sugestões específicas incluem transmitir uma percepção elevada da língua nas escolas, concentrando-se nos esforços de base tanto na escola como em casa, e mantendo a atenção nacional e regional.

## Criticismo
John McWhorter argumentou que os programas para reviver línguas indígenas quase nunca serão muito eficazes devido às dificuldades práticas envolvidas. Ele também argumenta que a morte duma língua não significa necessariamente a morte duma cultura. A expressão indígena ainda é possível mesmo quando a língua original desapareceu, como acontece com os grupos nativos americanos e como evidenciado pela vitalidade da cultura negra americana nos Estados Unidos, entre as pessoas que falam não iorubá, mas inglês. Ele argumenta que a morte da língua é, ironicamente, um sinal de povos até então isolados que migram e compartilham espaço: “Manter línguas distintas através das gerações acontece apenas com meio a um auto-isolamento excepcionalmente tenaz - como o dos Amish - ou segregação brutal”..
Kenan Malik também argumentou que é "irracional" tentar preservar todas as línguas do mundo, já que a morte da linguagem é natural e em muitos casos inevitável, mesmo com intervenção. Ele propõe que a morte da linguagem melhora a comunicação, garantindo que mais pessoas falem a mesma língua. Isso pode beneficiar a economia e reduzir o conflito. Outros apontaram que semelhanças na língua e cultura não impediram guerras civis brutais.

A proteção das línguas minoritárias contra a extinção muitas vezes não é uma preocupação para os falantes da língua dominante. Muitas vezes, há preconceito e perseguição deliberada de línguas minoritárias, a fim de se apropriar do capital cultural e econômico dos grupos minoritários. Outras vezes, os governos consideram que o custo dos programas de revitalização e a criação de materiais linguisticamente diversos é grande demais para ser assumido.

### Organizações
- «Enduring Voices Project». , National Geographic
- Living Tongues Institute for Endangered Languages
- Hans Rausing Endangered Languages Project
- Google Endangered Languages Project
- Fourth International 3L Summer School
- Resource Network for Linguistic Diversity
- World Oral Literature Project, Voices of Vanishing Worlds

### Estados Unidos
- Endangered Languages, National Science Foundation
- Society to Advance Indigenous Vernaculars of the United States, (Savius.org)
- Programs Concerned with Alaska Native Language (ANL) Revitalization
- «The Young Ancestors, Camino Verite Films». Consultado em 19 de abril de 2018. Arquivado do original em 20 de abril de 2018
- «Language 911: UM helps rescue fading indigenous voices»
- Advocates for Indigenous California Language Survival
- Indigenous Language Institute
- «Live Your Language Alliance (LYLA)». "It is the desire of the Live Your Language Alliance to hear and speak the traditional languages of the Tolowa, Karuk, Yurok, Hupa, Tsnungwe, Wiyot, Mattole, and Wailaki."
- «Language preservation helps American Indian students stick with college» (PDF)

### Tecnologias
- Texting endangered languages
- First Nations endangered languages chat applications
- DOBES Documentation of Endangered Languages

### Técnicas
- Kawaiisu Language and Cultural Center training
- Pointers on How to Learn Your Language(rodar para o link na página)
- Do-it-yourself grammar and reading in your language, Breath of Life 2010 presentations
- Language Hunters
- Where Are Your Keys
- Lost Words - The Documentary, cobre o Aprendizado Acelerado de Segunda Língua do Dr. Stephen Greymorning